# Top Gear: Dare Devil
Top Gear: Dare Devil est un jeu vidéo de course développé par Papaya Studio, et publié en 2000 par Kemco sur console PlayStation 2.

## Système de jeu
Ce jeu comprend un mode solo et un mode multijoueur. En mode solo, le joueur parcourt l'une des quatre villes suivantes : Rome, Londres, Tokyo et San Francisco, afin de collecter des pièces Dare Devil. Si toutes les pièces d'un niveau sont collectées, le joueur débloque une voiture secrète. Il est également possible de collecter des clés et des clés à molette qui permettent d'accéder à des missions bonus. Après avoir remporté une mission bonus, le joueur peut débloquer une nouvelle peinture pour la voiture utilisée.

## Accueil
Top Gear: Dare Devil reçoit des critiques « mitigées ou moyennes » selon le site web d'agrégation de critiques Metacritic Ryan Davis, de GameSpot, critique le moteur physique du jeu, le manque de variété dans le gameplay et les problèmes de fréquence d'images. IGN lui attribue également une note faible et le considère davantage comme un jeu à louer, un avis partagé par David Chen de NextGen. Four-Eyed Dragon de GamePro déclare que le jeu, avec ses problèmes de physique et de gameplay, donnerait aux joueurs un mal de tête « impitoyable ».
Au Japon, Famitsu lui attribue une note de 24 sur 40.